# Szare kluski
Szare kluski (lub szare kluchy) – tradycyjne dla kuchni wielkopolskiej kluski, przygotowywane ze startych, surowych ziemniaków. Ich nazwa pochodzi od charakterystycznej barwy, jaką nadaje im ten składnik; rodzaj klusek kładzionych.
Szare kluski podawano już w XIX wieku, kiedy to w Wielkopolsce spopularyzowały się ziemniaki. Pojawiały się w książkach kucharskich, m.in. w Najnowszej kuchni Marty Norkowskiej z 1918 roku i w książce Dobra Gospodyni, czyli podręcznik kucharski dla polskiego domu z 1933.
Potrawę przygotowuje się, mieszając starte surowe ziemniaki (odsączone uprzednio z soku) z mąką, jajkami i solą, a następnie powstałą masę zrzuca się łyżką na osolony wrzątek (bezpośrednio lub zsuwając masę z pokrywki garnka). Otrzymane w ten sposób kluski są szare, mają nieregularny kształt i powierzchnię oraz zbitą, półtwardą konsystencję. Ich długość może wynosić od 0,5 do 4 centymetrów, a szerokość – od 0,5 do 1 centymetra. Podaje się je zazwyczaj wymieszane z pokrojonym w drobną kostkę i podsmażonym boczkiem i cebulą. Tradycyjnym dodatkiem do szarych klusek jest zasmażana kapusta kiszona. Tuż po II wojnie światowej zamiast kapusty używano brukwi.
11 maja 2007 roku potrawa została wpisana na Krajową listę produktów tradycyjnych Ministerstwa Rolnictwa i Rozwoju Wsi.
Podobne polskie potrawy:
- „Kaszubskie kluski ziemniaczane łyżką kładzione” – danie kuchni kaszubskiej, wpisane 31 marca 2008 na Listę produktów tradycyjnych Ministerstwa Rolnictwa i Rozwoju Wsi[3].
- „Kluski żelazne” – w Łódzkiem, rodzaj klusek w kształcie obłych wałeczków, przygotowanych z tartych surowych i ugotowanych ziemniaków, mąki i jaj – produkt wpisany 12 lutego 2016 na Listę produktów tradycyjnych MRiRW[4].
- „Kluski żelazne” (zwane też szarymi) – w Łódzkiem, rodzaj klusek kładzionych, przygotowanych z tartych surowych ziemniaków, mąki i (opcjonalnie) jaj[5].